# Daler Rezazade
Daler Rezazade (ur. 1999) – tadżycki zapaśnik walczący w stylu klasycznym. Zajął dziesiąte miejsce na mistrzostwach świata w 2021. Wicemistrz Azji w 2021. 
Trzeci na mistrzostwach Azji juniorów i drugi na mistrzostwach Azji U-23 w 2019 roku.